# Comité Sistema de Empresas
El Comité Sistema de Empresas de Chile (SEP) es un organismo público encargado de la administración de los derechos, acciones y cuotas de propiedad de las sociedades de las cuales la CORFO tenga participación. Creado en 1997 como Comité Sistema Administrador de Empresas (SAE) por la CORFO reemplazando la antigua Gerencia de Empresas de dicho organismo. Su principal tarea era de servir de organismo asesor técnico y nombrar las personas que integran los Directorios y Comités.
En el 2001 se cambia su estatuto siendo designada como Comité Sistema de Empresas (SEP), aumentando su directorio de 6 a 9 personas, se le otorga la facultad de nombrar las personas que integran los Directorios y Comités de las sociedades bajo su tutela y presentar una memoria anual de sus actividades.

## Empresas bajo administración del SEP
Empresas íntegramente de la CORFO
- Comercializadora de Trigo S.A. (COTRISA)
- Empresa Nacional del Carbón S.A. (ENACAR)
- Empresa de Transporte de Pasajeros Metro S.A. (Metro S.A.)
- Empresa de Servicios Sanitarios de Antofagasta S.A. (ESSAN)
- Geotérmica del Tatio S.A.
- Empresa de Servicios Sanitarios Lago Peñuelas S.A. (Lago Peñuelas S.A.)
- Polla Chilena de Beneficencia S.A.
- Sociedad Agrícola Sacor Ltda. (SASIPA)
- Sociedad Agrícola y Servicios Isla de Pascua Ltda.
- Zona Franca de Iquique S.A. (ZOFRI)

Empresas con participación de la CORFO
- Aguas Andinas (34,98% CORFO)
- ESSBIO (43,44% CORFO)
- ESVAL (29,43% CORFO)
- ESSAL (45,46% CORFO)

Empresas públicas en las cuales la CORFO no tiene participación, pero están sujetas a control de su gestión o asesora técnica a solicitud del respectivo ministerio:
- Empresa de Correos de Chile (del Ministerio de Transporte y Telecomunicaciones, Correos de Chile)
- Empresa de los Ferrocarriles del Estado (del Ministerio de Transporte y Telecomunicaciones, EFE)
- Empresa Nacional de Minería (del Ministerio de Minería, ENAMI)
- Empresa de Abastecimiento de Zonas Aisladas (del Ministerio de Economía, EMAZA)

Empresas portuarias conforme a la Ley N° 19.542 del 30 de abril de 1998, creadas como sucesoras de la Empresa Portuaria de Chile (EMPORCHI).
- Empresa Portuaria Arica
- Empresa Portuaria Iquique
- Empresa Portuaria Antofagasta
- Empresa Portuaria Coquimbo
- Empresa Portuaria Valparaíso
- Empresa Portuaria San Antonio
- Empresa Portuaria Talcahuano San Vicente
- Empresa Portuaria Puerto Montt
- Empresa Portuaria Chacabuco
- Empresa Portuaria Austral